# Селеменев, Иван Александрович
Иван Александрович Селеменев (24 декабря 1996 года, Ставрополь, СССР) — российский футболист, полузащитник.

## Карьера
Воспитанник ставропольского футбола. Начинал свою карьеру в родном «Динамо». Затем выступал за другие коллективы южной группы ПФЛ: «Афипс» и «Черноморец». В составе «Черноморца» в 2018 году дошел до 1/16 финала Кубка России, где новороссийцы с дома уступили московскому «Спартаку» 0:1.
В конце июня 2019 года заключил контракт с болгарским клубом Первой лиги «Дунав» Русе. В элите местного футбола дебютировал в первом туре в матче против «Левски» (1:4).
В сезоне 2020 года играл за иркутский «Зенит». 
Сезон 2020/2021 провел в клубе «Биолог-Новокубанск».
В январе 2022 года пополнил состав клуба «Родина», который тренировал Денис Бояринцев. Однако после выхода команды в ФНЛ не остался в ее основном составе. В августе перешел в ивановский «Текстильщик». 27 августа дебютировал за красно-черных в победном гостевом матче против столичного «Торпедо-2». После окончания сезона вернулся в расположение «Родины». Иван Селеменев стал полноценным игроком «Текстильщика» в июле 2023 года.